# Garbage (album)
Az 1995-ös Garbage a Garbage zenekar debütáló nagylemeze. A kritikusok dicsérték, és a Vow kislemez sikere után az album sikere is várható volt. Szerepel az 1001 lemez, amit hallanod kell, mielőtt meghalsz című könyvben.
A Garbage végül több mint egy évet töltött a brit és amerikai listákon, több országban top 20-as és multi platina lett. Az album sikerét elősegítette az egyéves világ körüli koncertturné, csakúgy, mint az elképesztően sikeres Stupid Girl kislemez, amely két Grammy-jelölést kapott: legjobb rockdal és a legjobb rockduó vagy -együttes teljesítményért.

## Az album dalai
|     | Cím                      | Szerző(k)                         | Hossz |
| --- | ------------------------ | --------------------------------- | ----- |
| 1.  | Supervixen               | Garbage                           | 3:55  |
| 2.  | Queer                    | Garbage                           | 4:36  |
| 3.  | Only Happy When It Rains | Garbage                           | 3:56  |
| 4.  | As Heaven Is Wide        | Garbage                           | 4:44  |
| 5.  | Not My Idea              | Garbage                           | 3:41  |
| 6.  | A Stroke of Luck         | Garbage                           | 4:44  |
| 7.  | Vow                      | Garbage                           | 4:30  |
| 8.  | Stupid Girl              | Garbage, Joe Strummer, Mick Jones | 4:18  |
| 9.  | Dog New Tricks           | Garbage                           | 3:56  |
| 10. | My Lover's Box           | Garbage                           | 3:55  |
| 11. | Fix Me Now               | Garbage                           | 4:43  |
| 12. | Milk                     | Garbage                           | 3:53  |

## Közreműködők
- Shirley Manson – ének
- Steve Marker – gitár, sample és loop
- Duke Erikson – gitár, billentyűk
- Mike Kashou – basszusgitár
- Butch Vig – dob, loop, zaj és effektek
- Les Thimmig – klarinét (Queer)
- Mike Zirkel – második hangmérnök
- Howie Weinberg (Masterdisk) – mastering
- Scott Hull (Masterdisk) – szerkesztés, postprodukció
- David Frangioni & Rich Mendelson c/o EastWest – további loopok
- Robin Sloane – kreatív igazgató
- Janet Wolsburn – művészi igazgató
- Adrian Britteon – logo
- Stéphane Sednaoui – fényképek
- Clifford LeCuyer és Photo 24 – további fényképek
- SOS Management Ltd – menedzsment
- Gary Ashley a Mushroomnál, Bob Bortwick az Almónál – A&R
- Bill Berrol – jogi képviselő

## Fordítás
Ez a szócikk részben vagy egészben a Garbage (album) című angol Wikipédia-szócikk ezen változatának fordításán alapul.  Az eredeti cikk szerkesztőit annak laptörténete sorolja fel. Ez a jelzés csupán a megfogalmazás eredetét és a szerzői jogokat jelzi, nem szolgál a cikkben szereplő információk forrásmegjelöléseként.